# Hlîneanka, Bar
Hlîneanka (în ucraineană Глинянка) este un sat în comuna Antonivka din raionul Bar, regiunea Vinnița, Ucraina.

## Demografie
Componența lingvistică a localității Hlîneanka
     Ucraineană (100%)
Conform recensământului din 2001, toată populația localității Hlîneanka era vorbitoare de ucraineană (100%).